# Nationalpark Circeo
 Nationalpark Circeo eller på italiensk Parco Nazionale del Circeo er en nationalpark i Italien, der blev oprettet i 1934. Den omfatter en stribe af kystlandet mellem Anzio til Terracina, en del af skovene i San Felice Circeo, og øen Zannone. Den ligger ved det Tyrrhenske Hav i regionen Latium omkring 90 km sydøst for Rom.
Nationalparken blev oprettet på ordre af Benito Mussolini, som af senator Raffaele Bastianelli blev rådgivet til at beskytte de sidste rester af de Pontinske Sumpe. Det er den eneste nationalpark i Italien der kun ligger i lave kystegne. Den omfatter dog det 	541 meter høje høje forbjerg Monte Circeo der ligger på en pynt der danner sydenden af de Pontinske Sumpe.
Parken kan inddeles i fem hovedhabitater: skoven, forbjerget, kystklitterne, vådområderne og øen Zannone.